# Long snapper

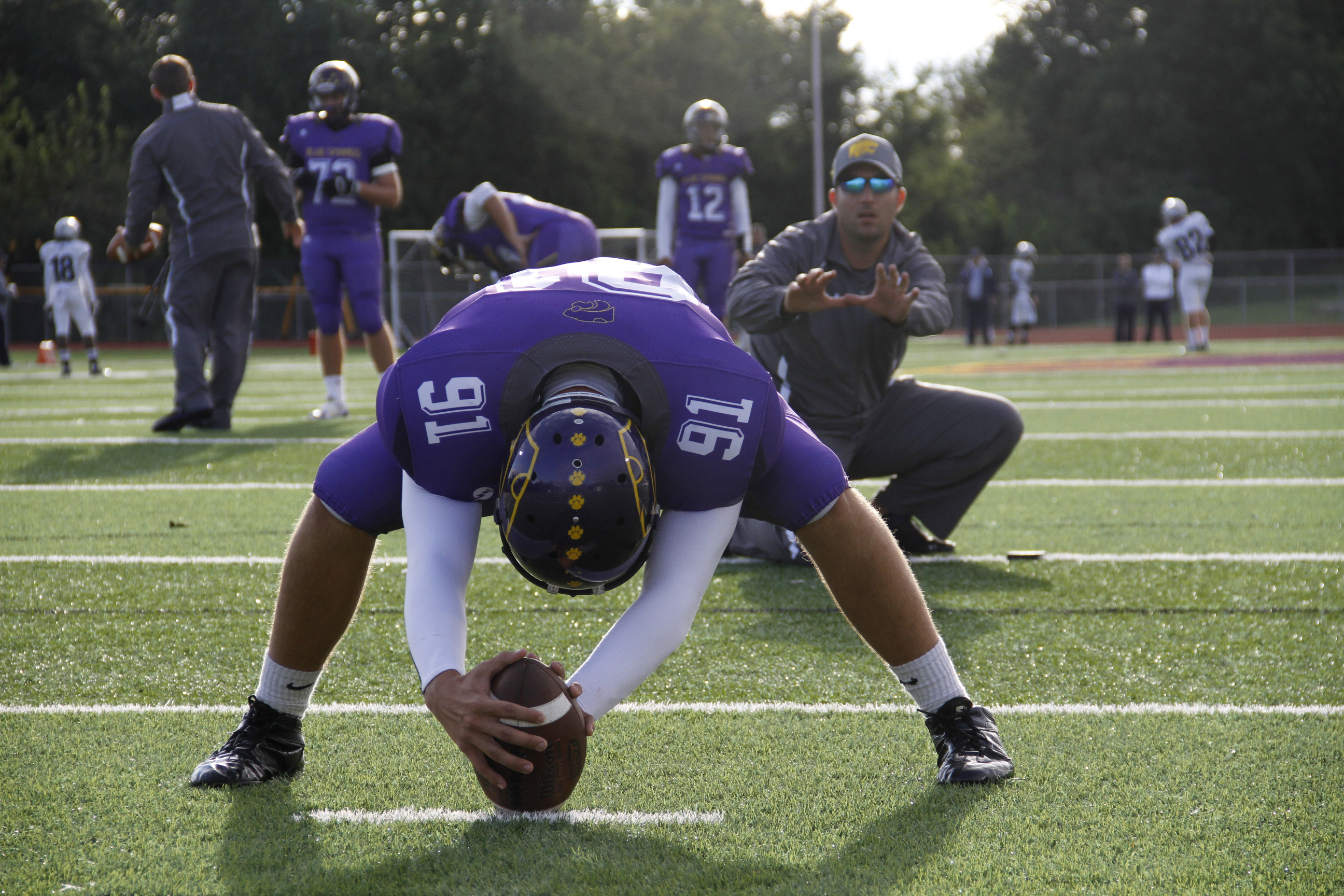
Le long snapper (#91) s'entraînant au snap d'un field goal snaps en compagnie se son entraîneur à l'arrière plan.

Un long snapper, ou deep snapper et spécialiste des longues remises au Canada, est un joueur évoluant au sein des unités spéciales au football américain ou canadien.
Il a pour premier rôle la transmission du ballon lors des différents coups de pied, soit sur field goal (botté de précision), extra point (transformation) ou punt (botté de dégagement).

## Rôles
Ce poste, similaire à celui de centre, diffère au niveau de la longueur de transmission du ballon lors du snap. Lors d'un snap normal, le quarterback est situé assez proche du centre tandis que lors d'un snap effectué à l'occasion d'un field goal ou d'un extra point, la distance de transmission du ballon est plus importante, de 7 à 8 yards. Cette distance augmente encore lors d'un punt puisqu'elle se situe entre 12 et 14 yards. On parle alors de long snap (longue remise).
Lors d'un punt, le long snapper transmet le ballon au punter qui le réceptionne avec ses mains avant de le dégager au pied. Lors d'un field goal ou d'un extra point, le long snapper transmet le ballon au holder qui place et maintient le ballon au sol avant que le kicker n'effectue son coup de pied.
Le long snapper est protégé contre tout contact intentionnel de l'équipe adverse, comme le kicker et le holder. Il est effectivement impossible au long snapper de bloquer puisque la réalisation du long snap lui impose de regarder en arrière pour être suffisamment précis lors de la transmission du ballon. La pénalité pour brutalité envers le long snapper est de 15 yards et un premier down automatique.
Un snap effectué à l'occasion d'un punt est considéré comme bon sile ballon atteint sa cible (les mains du kicker au niveau de l'abdomen ou de la taille) dans un délai de 0,65 à 0,75 seconde , le ballon effectuant une spirale sur son axe pour une manipulation aisée. Un « mauvais snap » est un snap hors cible qui retarde ou interrompt un botté, ou qui place le botteur dans une situation potentiellement compromettante.
Le poste de long snapper était souvent occupé par un joueur de ligne qui ne bénéficiait pas de temps de jeu. Au fil du temps, la valeur de ce poste a augmenté et les équipes ont formé, recruté et même offert des bourses à de véritables long snappers universitaires,.
Les équipes de NFL possèdent toutes dans leur effectif un spécialiste de cette position. Les long snappers sont généralement parmi les joueurs les moins connus de la NFL, apparaissant rarement sur les cartes à collectionner, en raison de leur rôle hautement spécialisé et relativement invisible sur le terrain. Aucun joueur n'est intronisé au Pro Football Hall of Fame en tant que long snappers, et ils sont rarement sélectionné lors d'une draft, mais plutôt acquis comme agents libres non draftés, à quelques exceptions près.

Formation pour un punt, « DS » indiquant l'emplacement du long snapper.
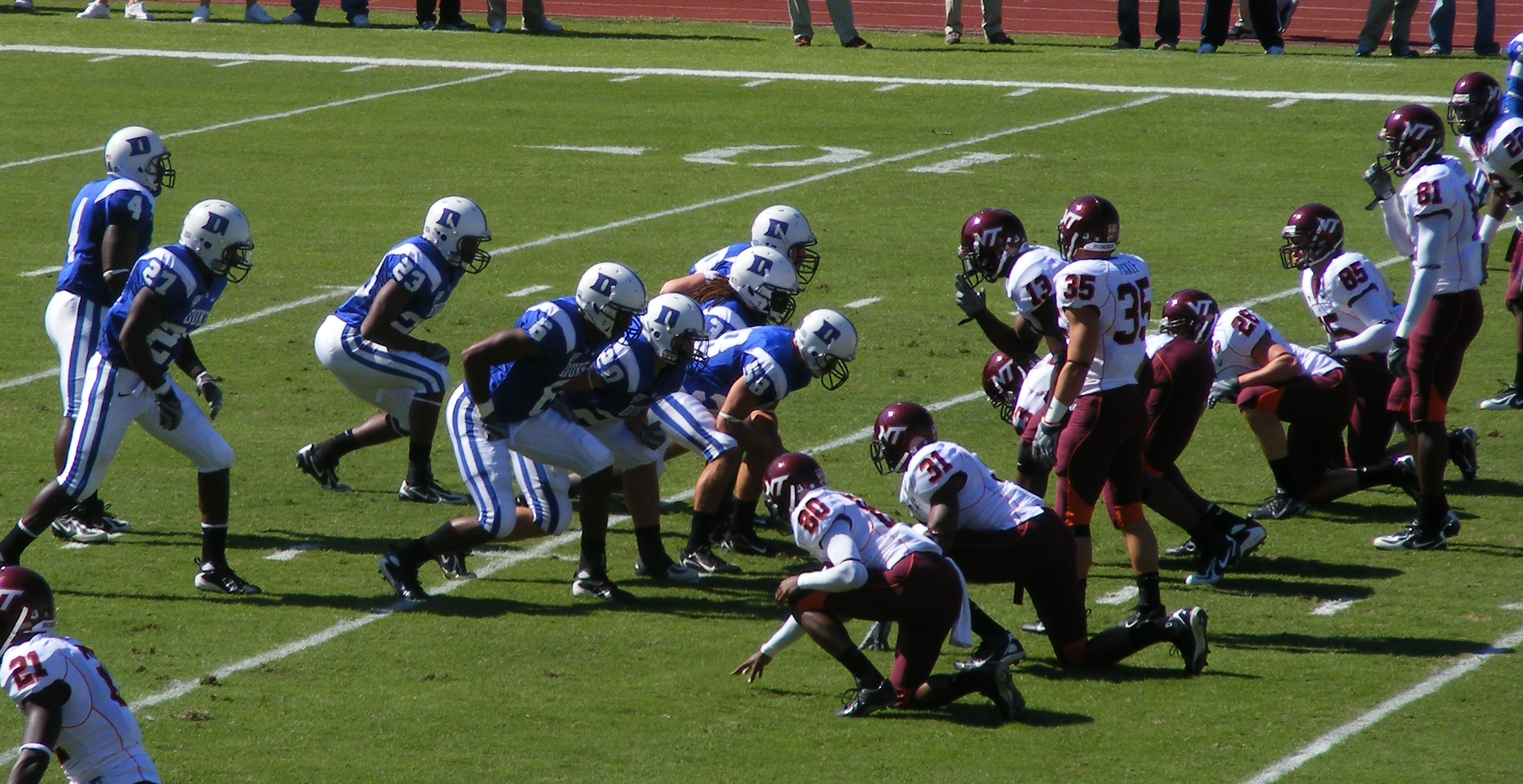
Formation de punt, le 'long snapper est le center de la lgne intérieur (#58 en bleu).
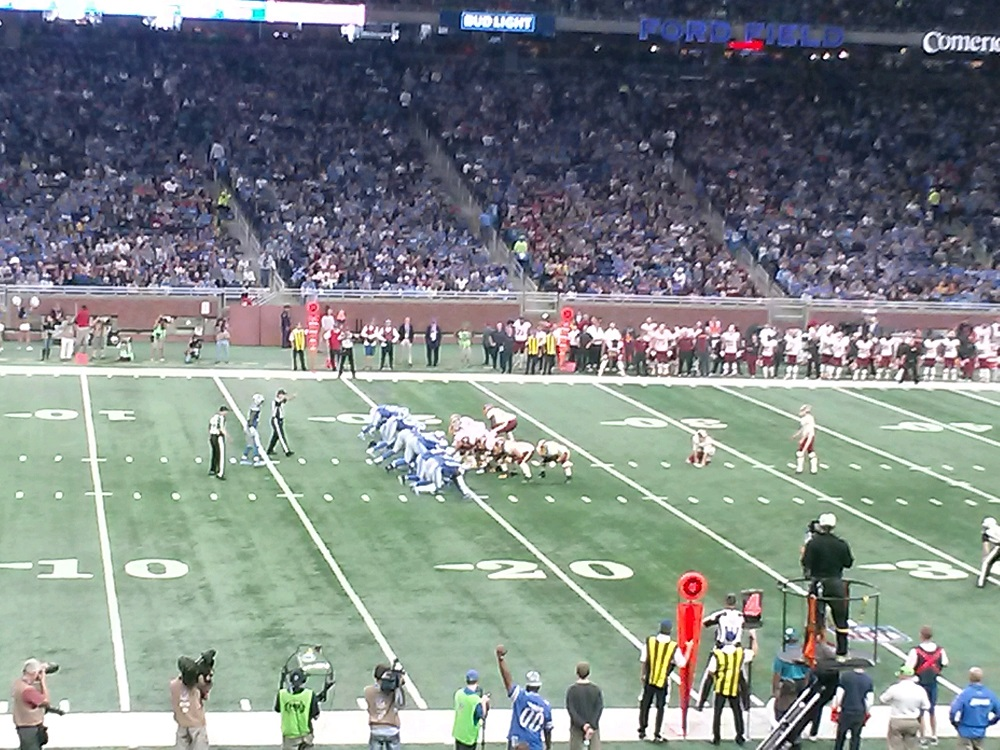
Formation traditionnelle pour un field goal, le LS étant à la place du centre.